# Onthophagus signatus
Onthophagus signatus är en skalbaggsart som beskrevs av Fahraeus 1857. Onthophagus signatus ingår i släktet Onthophagus och familjen bladhorningar. Inga underarter finns listade i Catalogue of Life.